# Pareuplexia nigritula
Pareuplexia nigritula là một loài bướm đêm trong họ Noctuidae.